# 菲什黑文 (愛達荷州)
菲什黑文（英語：Fish Haven）是位於美國愛達荷州貝爾萊克縣的一個非建制地區。該地的面積和人口皆未知。

## 地理
菲什黑文的座標為42°02′14″N 111°23′46″W / 42.03722°N 111.39611°W，而該地的平均海拔高度為1806米（即5924英尺）。